# Trox dhaulagiri
Trox dhaulagiri är en skalbaggsart som beskrevs av Paulus 1972. Trox dhaulagiri ingår i släktet Trox och familjen knotbaggar. Inga underarter finns listade i Catalogue of Life.